# Capasa sublimbaria
Capasa sublimbaria är en fjärilsart som beskrevs av W. Warren 1897. Capasa sublimbaria ingår i släktet Capasa och familjen mätare. Inga underarter finns listade i Catalogue of Life.